# Daniel Schnider
Daniel Schnider (Hasle, Districte d'Entlebuch, 20 de novembre de 1973) va ser un ciclista suís, professional del 1996 al 2006.
En el seu palmarès destaca un campionat nacional en ruta.

## Palmarès en ruta
- 1997
  - 1r a la Melbourne to Warrnambool Classic
- 2000
  - 1r al A través de Lausana i vencedor d'una etapa
- 2001
  - Vencedor d'una etapa al Circuit des Mines
- 2003
  -  Campió de Suïssa en ruta

## Palmarès en pista
- 2001
  - 1r als Sis dies de Zuric (amb Scott McGrory i Matthew Gilmore)

### Resultats al Tour de França
- 2001. 66è de la classificació general

### Resultats al Giro d'Itàlia
- 2000. 91è de la classificació general
- 2004. 45è de la classificació general
- 2005. 76è de la classificació general

### Resultats a la Volta a Espanya
- 2002. 68è de la classificació general